# Nanlinqiao (köpinghuvudort i Kina, Hubei Sheng, lat 29,57, long 114,35)
Nanlinqiao är en köpinghuvudort i Kina. Den ligger i provinsen Hubei, i den centrala delen av landet, omkring 110 kilometer söder om provinshuvudstaden Wuhan. Antalet invånare är 25 289. Befolkningen består av 12 356 kvinnor och 12 933 män. Barn under 15 år utgör 23,0 %, vuxna 15-64 år 68 %, och äldre över 65 år 8,0 %.
Runt Nanlinqiao är det ganska tätbefolkat, med 166 invånare per kvadratkilometer. Närmaste större samhälle är Dalu, 8,6 km öster om Nanlinqiao. I omgivningarna runt Nanlinqiao växer huvudsakligen savannskog.
Genomsnittlig årsnederbörd är 1 972 millimeter. Den regnigaste månaden är maj, med i genomsnitt 280 mm nederbörd, och den torraste är januari, med 51 mm nederbörd.